# Rok Štraus
Rok Štraus (Maribor, 3 marzo 1987) è un calciatore sloveno, centrocampista del Rače.

## Carriera
Ha iniziato la sua carriera nelle giovanili del Maribor, per poi entrare a far parte del settore giovanile dell'Inter. Nel 2004 si è trasferito al Messina, che nel settembre del 2005 lo ha ceduto in prestito al Rieti. Nel gennaio del 2006 è passato, sempre a titolo temporaneo, al Brescia. Nell'estate del 2006 è rientrato al Messina, prima di essere nuovamente ceduto in prestito, nel gennaio del 2007, alla Salernitana, dove è rimasto fino al luglio dello stesso anno.
Nel gennaio del 2008 ha lasciato l'Italia per fare ritorno in Slovenia, dove ha firmato un contratto con il Celje. Nel giugno del 2011 si è trasferito in Polonia, al KS Cracovia.

## Palmarès

### Club

#### Competizioni nazionali
- Campionato sloveno: 1

Celje: 2019-2020